# 天狗党の乱
天狗党の乱（てんぐとうのらん）は、元治元年（1864年）に筑波山で挙兵した水戸藩内外の尊王攘夷派（天狗党）によって起こされた一連の争乱。元治甲子の乱（げんじかっしのらん）ともいう。

## 背景

### 天狗党の発生
文政12年（1829年）9月、重病に伏していた水戸藩第8代藩主・徳川斉脩は、後継者を公にしていなかった。そんな中、江戸家老・榊原照昌らは斉脩の異母弟・敬三郎（斉昭）は後継者として不適当であるから、代わりに斉脩正室・峰姫の弟でもある第11代将軍徳川家斉の二十一男・清水恒之丞（のちの紀州藩主徳川斉彊）を迎えるべきだと主張し、藩内門閥層の大多数も財政破綻状態にあった水戸藩へ幕府からの援助が下されることを期待してこの案に賛成した。これに対して同年10月1日、藤田東湖・会沢正志斎ら藩内少壮の士は、血統の近さから敬三郎を藩主として立てるべきと主張して徒党を組んで江戸へ越訴した。10月4日に斉脩が没し、敬三郎を後継者にという斉脩の遺書が示された。この遺書を掲げて8日に敬三郎が斉脩の養子となり、17日に幕府から斉昭（藩主となり敬三郎から斉昭と名乗る）の家督相続承認を得ることに成功した。こうして斉昭が水戸藩第9代藩主となると、擁立に関わった藤田・会沢らが登用され斉昭による藩政改革の担い手となった。
こうして権力を得た一派は、反対派から「鼻を高くして偉ぶっている」ということで天狗党（天狗連とも）と呼ばれるようになった。これに対して斉昭は弘化2年（1845年）10月に老中阿部正弘に対し、江戸では高慢な者を「天狗」と言うが、水戸では義気があり国家に忠誠心のある有志を「天狗」と言うのだと主張している。とはいえ、天狗党という集団はその内部においても盛んに党争と離合集散を繰り返しており、それぞれの時期においてその編成に大きな差異が見られる。まず天狗党は後述する「勅書」返納問題において鎮派・激派に分裂したうえ、さらに激派内でも根拠地別に筑波勢・潮来勢などの集団があってそれぞれ独自に動き回っていた。そのため『水戸市史 中巻（五）』においては、一味の総称である天狗党の呼称を最終的に京へ向かって西上した集団に限定して使用している。
この時期において、天狗党への反対派の中心人物となったのは門閥出身の結城朝道（寅寿）であった。もともと朝道は斉昭に重用されていたが、穏健な政策を志向する結城の下には次第に斉昭の藩主就任に反対して弾圧された門閥層や、かつて東湖の父・藤田幽谷と熾烈な党争を繰り広げた立原翠軒派の残党など、天狗党主導の政策に反発する者達が集まり次第に勢力を増していった。斉昭と親密であった水野忠邦が失脚すると、後任の阿部正弘は天保15年（1844年）5月に斉昭を強制的に隠居させ、朝道に水戸藩政の修正を命じた。斉昭はその後一時復帰した忠邦によって謹慎を解かれ、第10代藩主徳川慶篤の後見として復権。嘉永6年（1853年）の黒船来航を期に斉昭が幕府から海防参与を命じられると、水戸藩では軍政改革を中心とした安政改革が進められ、改革派を中心に尊王攘夷派が形成された。

### 「勅書」返納問題
安政5年8月8日（1858年9月14日）、水戸藩は幕府による日米修好通商条約調印を不服とする孝明天皇から、直接に勅書を下賜された（戊午の密勅）。折しも将軍継嗣問題を巡って、前藩主徳川斉昭らは一橋徳川家当主で斉昭の実子でもある一橋慶喜を擁立し（一橋派）、大老井伊直弼と対立していた。直弼は一橋派の中心人物は斉昭であり、密勅の降下にも彼が関与したとの疑いを強めた。やがて直弼によって一橋派や尊攘派への大弾圧が開始された（安政の大獄）。水戸藩に対しては斉昭に永蟄居を命じて再び失脚させ、京都での工作に関わったとみられる藩士に厳しい処分を行った。
先に朝廷から水戸藩に下賜された「勅書」については、朝廷から幕府へこれを返納するよう命じられた。しかしこの命令への対応を巡り、天狗党は会沢正志斎ら「勅書」を速やかに返納すべしとする鎮派と、金子教孝（孫二郎）・高橋愛諸（多一郎）らあくまでもこれを拒む激派に分裂した。翌万延元年（1860年）になって、正志斎の強諌に斉昭もついに観念して「勅書」の返納に同意したが、激派はこれに反発して実力行使を企てた。高橋らは水戸街道の長岡宿（茨城県東茨城郡茨城町）に集結し、農民など数百人がこれに合流した。彼らは長岡宿において検問を実施し、江戸への「勅書」搬入を実力で阻止しようとした（長岡屯集）。
この激派の動きに対し、2月28日に正志斎は長岡宿に屯する輩は朝廷からの「勅書」返納の命に背く逆賊であるからこれを討つとして、激派追討のため鎮圧軍を編成した。高橋ら長岡宿に屯していた集団は、これを見ると脱藩して江戸へと逃れた。水戸城下から逃れて来た激派の一団や薩摩浪士の有村兼武・兼清兄弟らと合流し、3月3日に江戸城桜田門外で直弼を襲撃して殺害した（桜田門外の変）。8月15日の斉昭病没後も激派の行動はやまず、さらに第一次東禅寺事件・坂下門外の変などを起こすに至った。

### 横浜鎖港路線の成立

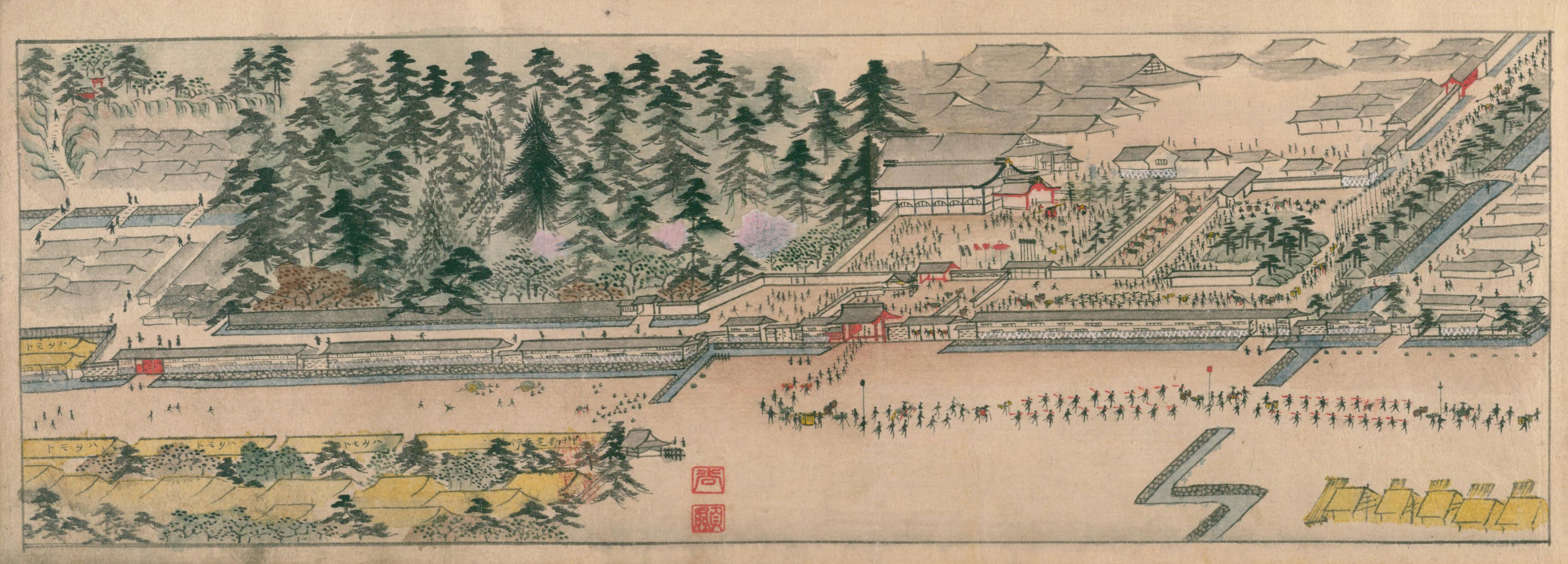
小石川邸から京都へ出発する徳川慶篤の一行（国立国会図書館蔵『御上京道記』より）

水戸藩尊攘派の活動が再び活発になるのは、文久2年（1862年）である。長州藩等の尊攘派の主導する朝廷は、幕府に対し強硬に攘夷実行を要求し、幕府もこれに応じざるを得ない情勢となった。水戸藩では武田耕雲斎ら激派が執政となり、各地の藩校を拠点に尊攘派有志の結集が進んだ。翌文久3年（1863年）3月、将軍徳川家茂が朝廷の要求に応じて上洛することになった。これに先立って将軍後見職に就任していた一橋慶喜が上洛することになると、一橋徳川家当主で配下の家臣団が少ない慶喜のため、慶喜の実家である水戸藩に上洛への追従が命じられた。水戸藩主徳川慶篤には、武田耕雲斎、山国兵部、藤田小四郎など後に乱を主導する面々が追従した。小四郎らは京都において、長州藩の桂小五郎、久坂玄瑞らと交流し、尊皇攘夷の志をますます堅固なものとした。
文久3年5月、小四郎は一橋慶喜に追従して江戸に戻るが、八月十八日の政変により長州藩系の尊攘派が京都から一掃され、急進的な尊王攘夷運動は退潮に向かった。しかしなお天皇の攘夷の意思は変わらず、政変直前に幕府が表明した横浜港の鎖港を引き続き実行に移すよう要求した。9月、幕府はこれに応じて横浜鎖港交渉を開始するが、幕閣の多くはもとより交渉に熱心ではなく、あくまで横浜鎖港を推進しようとする一橋慶喜らとの間で深刻な対立が生じた。このころ諸藩の尊攘派は、長州藩に代わって水戸藩を頼みとするようになり、水戸に浪士らが群集することとなった。小四郎は長州藩と連携した挙兵計画を構想し、耕雲斎の強い慰留にも関わらず遊説や金策に奔走した。この頃、小四郎は武蔵国榛沢郡血洗島村（埼玉県深谷市血洗島）の尊攘派豪農であった渋沢栄一とも、江戸で2度にわたり会見している。
文久4年（1864年）1月、将軍家茂は老中らとともに前年3月に続く再度の上洛を果たし、参預会議を構成する諸侯と幕閣との間で横浜鎖港を巡る交渉が行われた。ここでも一橋慶喜は横浜鎖港に反対する他の参預諸侯と対立し、参預会議を解体に追い込んだ。朝廷から禁裏御守衛総督に任命された慶喜は、元治元年（文久4年2月改元、1864年）4月には水戸藩士の原市之進・梅沢孫太郎を家臣に登用し、武田耕雲斎に依頼して200 - 300名もの水戸藩士を上京させて自己の配下に組みこむなど、水戸藩勢力との提携を深めた。天狗党の挙兵はその最中に勃発したのである。

## 挙兵とその後の経過

### 筑波山挙兵
幕閣内の対立などから横浜鎖港が一向に実行されない事態に憤った藤田小四郎（藤田東湖の四男）は、幕府に即時鎖港を要求するため、非常手段をとることを決意した。小四郎は北関東各地を遊説して軍用金を集め、元治元年3月27日（1864年5月2日）、筑波山に集結した62人の同志たちと共に挙兵した。小四郎は23歳と若輩であったため、水戸町奉行田丸稲之衛門を説いて主将とした。
挙兵の報を聞いた藩主徳川慶篤は、田丸の兄である山国兵部に説得を命じたが、山国も逆に諭されて一派に加わることになる。その後、各地から続々と浪士・農民らが集結し、数日後には150人、その後の最盛期には約1,400人という大集団へと膨れ上がった。この一団は筑波山で挙兵したことから筑波勢・波山勢などと称された。筑波勢は急進的な尊王攘夷思想を有していたが、日光東照宮への攘夷祈願時の檄文に「上は天朝に報じ奉り、下は幕府を補翼し、神州の威稜万国に輝き候様致し度」と記すなど表面的には敬幕を掲げ、攘夷の実行もあくまで東照宮（徳川家康）の遺訓であると称していた。
藤田らの行動は藩政府の方針に反する行為ではあったものの、武田耕雲斎ら藩執行部は筑波勢の圧力を背景に幕政への介入を画策し、4月には慶喜や在京の藩士と密に連絡をとって朝廷への周旋を依頼する。幕閣側も、宸翰が「無謀の攘夷」を戒めていることを根拠として水戸派の圧力を斥けようと図り、朝廷に対する周旋を強化した。一方で筑波勢討伐と事態沈静化のために小笠原長行の復帰を求めたが、慶喜・直克の妨害により果たせなかった。

### 日光参拝と田中隊の活動
藤田小四郎ら筑波勢は、元治元年4月3日（1864年5月8日）に下野国日光（栃木県日光市）へと進んだ。彼らは徳川家康を祀った聖地である日光東照宮を占拠して攘夷の軍事行動に踏みきる予定であったが、日光奉行・小倉正義の通報を受けた近隣各藩の兵が出動したため、小四郎らは日光から太平山（栃木県栃木市）へと移動し、同地に5月末までに滞在した。
一方水戸城下においては、保守派の市川弘美（三左衛門）が鎮派の一部と結んで諸生党（諸生連とも）を結成し、藩内での激派排除を開始した。これを知った藤田らは筑波山へと引き返すが、この間に一味は約700人に達しており、軍資金の不足が課題となったため、筑波勢は攘夷を口実にしてまたも府中・筑波・柿岡など近隣の町村の役人や富農・商人らを恫喝して金品を徴発し、少しでも抵抗すれば放火して殺害した。とりわけ田中愿蔵により組織された別働隊は、このとき資金供出を断った栃木宿（栃木県栃木市、6月5日 - 6日）・真鍋宿（茨城県土浦市、6月21日）をはじめ、足利・桐生・大間々・結城などの町で放火・略奪・殺戮を働き、天狗党が暴徒集団として明確に認識される原因を成した。
中でも惨劇が展開されたのが栃木宿であった。6月5日、栃木宿に到着した田中らはたまたま通りかかった町人らを殺害し、家々に押し入って町民を恫喝し金品を強奪した。駆け付けた栃木陣屋の役人が町人殺害の下手人を差し出すよう命じると、田中は賠償金として150両を支払ったが、なおも宿場内に居座り続けた。このため陣屋側は急いで武器を調えるとともに近くの猟師達を召集し、町に対しては天狗党の強請に応じないよう命じた。同日夜、田中は町に対し軍資金30,000両を要求し、町側が5,000両しか出せないと答えると田中は宿場に火を放たせ、さらに火を消そうと集まって来た町民らを殺害した。この火災により翌日までに宿場内に限っても237戸が焼失した。

### 幕府の対応
幕府は、水戸派の川越藩主松平直克（政事総裁職）らの妨害により、北関東における筑波勢の横行に対して直接に追討・鎮圧に乗り出すことができず、水戸藩や周辺の諸藩に鎮撫を要請するのみで6月までこれを放置していた。水戸藩も激派が藩政を握っていたため、藩主慶篤は「幕府が横浜鎖港を実行しない限り筑波山に立て籠る激派の鎮撫はできない」と主張していた。
4月20日、参内した家茂に対して朝廷は横浜鎖港を必ず実行するよう指示し、松平直克及び慶篤がその実行者に指名された。一方で老中板倉勝静・牧野忠恭らは、筑波勢による恐喝・殺人によって関東一円の治安が極度に悪化していることを問題視しており、5月に家茂の江戸帰着を機にすみやかに水戸藩に対し筑波勢を追討するよう求め、筑波勢の侵入に備えて厳重な警戒態勢をとっていた松戸宿・千住宿を通過できるよう、市川に身元確認用の「竜」字の印鑑を送った。これに呼応する形で、市川ら諸生党と鎮派の一部の計約600人余が藩主・慶篤のいる江戸小石川の水戸藩邸に急行し、藩執行部から激派を駆逐して藩邸を掌握した。
6月3日早朝、登城した直克は板倉勝静・酒井忠績・諏訪忠誠・松平乗謨の4人を排除するよう家茂に迫り、彼らを登城停止に追い込んだが、翌日には諸生党および鎮派の意を受けた慶篤が登城して直克を激しく非難し、直克もまた登城停止に追い込まれ、10日間余にわたって江戸城に主要閣僚が誰も登城しないという異常な状態が続いた。18日には直克の要求通り板倉ら4人が罷免されることになったが、20日に家茂の御前で行われた評議において、直克が筑波勢の武力討伐に反対したことで牧野忠恭・井上正直から厳しく批判され、奉行・目付らも直克に猛反発したため、22日に直克は政事総裁職を罷免され、翌日には水戸派の外国奉行・沢幸良らも罷免された。直克の失脚によってようやく筑波勢鎮圧の方針が定まり、7月8日、相良藩主田沼意尊（若年寄）が追討軍総括に任命された。
また、7月19日には長州藩尊攘派が武装上洛し、警衛にあたっていた会津藩・薩摩藩の兵らと京都市中で交戦し敗走した（禁門の変）。このため7月23日には長州藩が孝明天皇によって朝敵に指定され、朝廷も幕府に対して「夷狄のことは、長州征伐がすむまではとやかくいわない」との意を示し、鎖港問題は棚上げされた格好となった。鎖港問題が棚上げされたことで筑波勢は挙兵の大義名分を失い、この騒乱は水戸藩の内部抗争としての色彩を強めていくことになった。

### 追討軍との開戦
元治元年6月、幕府は筑波勢追討令を出して常陸国・下野国の諸藩に出兵を命じ、直属の幕府陸軍なども動員した。7月7日に諸藩連合軍と筑波勢との間で戦闘が始まった。筑波勢は機先を制して下妻近くの多宝院で夜襲に成功し、士気の低い諸藩軍は敗走する。水戸へ逃げ帰った諸生党は、筑波勢に加わっている者の一族の屋敷に放火し、家人を投獄・銃殺するなどの報復を行った。8月半ばまでに市川らは水戸における実権を掌握し、江戸にいる藩主慶篤の意向と関わりなく藩政を動かすことが可能となった。
諸生党の報復に対し筑波勢の内部では動揺が起こり、小四郎ら筑波勢本隊は攘夷の実行を優先する他藩出身者らと別れて水戸に向かった。小四郎らは水戸城下で諸生党と交戦するが敗退し、那珂湊（ひたちなか市）の近くまで退却する。小四郎ら本隊と別れて江戸へ向かって進撃した一派も鹿島付近において幕府軍に敗北した。
幕府軍による筑波勢追討が開始されると、激派の恐喝・暴行に苦しめられていた領民たちが次々と天狗党への反撃を開始する。7月10日には茨城郡友部（笠間市友部）、7月13日には結城郡中妻（常総市中妻）、7月21日には那珂郡諸沢（常陸大宮市諸沢）と、各地で恐喝に来た天狗党員が相次いで村民の反撃によって殺された。こうした散発的な天狗党への反撃は次第に大きな地域連合へと変化し、7月25日には茨城郡鯉淵村（水戸市鯉淵）など近隣四十数か村が幕府軍に呼応して挙兵した。また7月26日に諸生党が激派追討のため水戸城周辺の村々へ足軽の動員をかけると、領民が続々と参加を願い出た。両者は合流して7月29日に茨城郡下土師（茨城町下土師）で田中愿蔵の部隊を攻撃し、これを撃破した。この動きに並行する形で、各地で激派およびこれに同調していた郷士・村役人・豪農等への打ち壊しが行われた。

### 大発勢の出陣と那珂湊の戦い
江戸の水戸藩邸を掌握した諸生党に対し、激派・鎮派は山横目を使って領内の尊攘派士民を小金宿（千葉県松戸市）に大量動員し、藩主慶篤に圧力をかけ交代したばかりの諸生党の重役の排斥を認めさせ、水戸藩邸を再び掌握した。しかし市川らによる水戸城占拠の報に接し、国元の奪還を図ることとなった。そこで、在府の慶篤の名代として支藩・宍戸藩主の松平頼徳が内乱鎮静の名目で水戸へ下向することとなり、執政・榊原新左衛門（鎮派）らとともに8月4日に江戸を出発した。これを大発勢という。これに諸生党により失脚させられていた武田耕雲斎、山国兵部らの一行が加わり、下総小金などに屯集していた多数の尊攘派士民が加入して1,000人から3,000人にも膨れ上がった。
大発勢は8月10日に水戸城下に至るが、その中に尊攘派が多数含まれているのを知った市川らは自派の失脚を恐れ、戦備を整えて一行の入城を拒絶した。頼徳は市川と交渉するが、水戸郊外で対峙した両勢力は戦闘状態に陥る。大発勢はやむなく退き、水戸近郊の那珂湊（ひたちなか市）に布陣した。筑波勢もこれに接近し、大発勢に加勢する姿勢を示した。8月20日、頼徳は水戸城下の神勢館に進んで再度入城の交渉を行うがまたも拒絶され、22日に全面衝突となった。大発勢は善戦するが、意尊率いる幕府追討軍主力が25日に笠間に到着して諸生党方で参戦すると、29日には再び那珂湊へ後退した。
筑波勢の加勢を受けた大発勢は、市川らの工作もあり筑波勢と同一視され、幕府による討伐の対象とされてしまう。大発勢内では、暴徒とされていた筑波勢と行動を共にする事に当初抵抗もあったが、結局共に諸生党と戦うことになった。この合流によって、挙兵には反対であった耕雲斎も筑波勢と行動を共にする事になる。
幕府追討軍・諸生党は那珂湊を包囲し、洋上にも幕府海軍の「黒龍丸」が展開して艦砲射撃を行った。頼徳の依頼を受けて市川との仲介を試みていた山野辺義芸は幕府軍・諸生党と交戦状態に陥った末に降伏、居城の助川海防城も攻撃を受けて9月9日に落城した。その後、今度は筑波勢の田中隊が助川海防城を奪還して籠城したが、これも幕府軍の攻撃を受けて9月26日に陥落した。敗走した田中隊は最終的に棚倉藩を中心とする軍勢に八溝山で討伐され、そのほとんどが捕われて処刑された。
10月5日、「幕府に真意を訴える機会を与える」という口実で誘き出された頼徳が、筑波勢との野合の責任を問われ切腹させられた。この時、頼徳の家臣ら1,000人余りが投降する。このとき降伏した榊原ら43名は後に佐倉藩や古河藩などに預けられ、数か月後に切腹ないし処刑された。常陸宍戸藩は改易に処されたが、これは江戸幕府最後の改易となった。また大名の改易切腹は宝永6年（1709年）に江戸城内で刃傷事件を起こした前田利昌以来、約155年ぶりであった。
天狗党の乱最大の激戦地となった那珂湊は、民家、社寺、その他大半を失う大打撃を被った。この結果、鉄製大砲を鋳造していた那珂湊反射炉の煙突が大破し、使用不能となった。那珂湊反射炉は藤田東湖の尽力で建設された経緯があり、父が造った反射炉が、息子の小四郎の決起によって破壊される結果となった。

### 天狗党の西上
大発勢の解体と那珂湊での敗戦により挙兵勢力は大混乱に陥るが、脱出に成功した千人余りが水戸藩領北部の大子村（茨城県大子町）に集結する。ここで武田耕雲斎を首領に、筑波勢の田丸稲之衛門と藤田小四郎を副将とし、上洛し禁裏御守衛総督・一橋慶喜を通じて朝廷へ尊皇攘夷の志を訴えることを決した。耕雲斎らは、天狗党が度重なる兇行によって深く民衆の恨みを買い、そのため反撃に遭って大損害を被ったことを踏まえ、好意的に迎え入れる町に対しては放火・略奪・殺戮を禁じるなどの軍規を定めた。道中この軍規がほぼ守られたため通過地の領民は安堵し、好意的に迎え入れる町も少なくなかった。 
天狗党は11月1日に大子を出発し、京都を目標に下野、上野、信濃、美濃と約2ヶ月の間、主として中山道を通って進軍を続けた。田沼意尊率いる幕府軍本隊は、天狗党の太平洋側への侵入を防ぐため東海道を西進する一方、天狗党の進路上に位置する諸藩に対して天狗党追討令を発した。ところがこれらの藩はそのほとんどが小藩だったこともあって、天狗党が通過して行くのを傍観したばかりか、密かに天狗党と交渉し、城下の通行を避けてもらう代わりに軍用金を差し出した藩が出る有様で、結局追討令に従い天狗党を攻撃したのは高崎藩などごく一部の藩のみであった。武蔵国岡部藩は11月11日に天狗党の接近を察し、藩兵数十人および大砲二門を配備して領内に本陣を構えていた。13日、中瀬村（深谷市中瀬）に渡河してきた天狗党に対し、岡部藩は夜襲を仕掛けて撃退し、佐藤長次郎を捕縛し数名を討取った。翌14日の戦闘も岡部藩が勝利し、天狗党は逃走した。佐藤は12月17日に処刑された。
11月16日、上州下仁田において、天狗党は追撃して来た高崎藩兵200人と交戦した。激戦の末、天狗党死者4人、高崎藩兵は死者36人を出して敗走した（下仁田戦争）。また、11月20日には信州諏訪湖近くの和田峠において高島藩・松本藩兵と交戦し、双方とも10人前後の死者を出したが天狗党が勝利した（和田峠の戦い）。天狗党一行は伊那谷から木曾谷へ抜ける東山道を進み美濃の鵜沼宿（岐阜県各務原市）付近まで到達するが、彦根藩・大垣藩・桑名藩・尾張藩・犬山藩などの兵が街道の封鎖を開始したため、天狗党は中山道を外れ北方に迂回して京都へ向って進軍を続けた。
天狗党が頼みの綱とした一橋慶喜であったが、慶喜は自ら朝廷に願い出て加賀藩・会津藩・桑名藩の4,000人の兵を従えて天狗党の討伐に向った。揖斐宿（岐阜県揖斐川町）に至った天狗党は、警備の厳重な琵琶湖畔を通って京都に至る事は不可能と判断し、さらに北上し蠅帽子峠（岐阜県本巣市・福井県大野市）を越えて越前に入り、大きく迂回して京都を目指すルートを選んだ。12月2日（1864年12月31日）に圓勝寺（岐阜県本巣市金原）に宿泊した際には、薩摩藩士の中村半次郎と面会している。越前の諸藩のうち、藩主が国許に不在であった大野藩は関東の諸藩と同様に天狗党をやり過ごす方針を採ったが、鯖江藩主間部詮道と福井藩筆頭家老府中領主本多副元は天狗党を殲滅する方針を固め、兵を発して自領に通じる峠を厳重に封鎖し、天狗党が敦賀方面へ進路を変更するとそのまま追撃に入った。

### 投降
12月11日、天狗党一行は越前国新保宿（福井県敦賀市）に至る。天狗党は慶喜が自分たちの声を聞き届けてくれるものと期待していたが、その慶喜が京都から来た幕府軍を率いていることを知り、また他の追討軍も徐々に包囲網を狭めつつある状況下でこれ以上の進軍は無理と判断した。前方を封鎖していた加賀藩の監軍・永原甚七郎に嘆願書・始末書を提出して慶喜への取次ぎを乞うたものの、幕府軍はこれを斥け、17日までに降伏しなければ総攻撃を開始すると通告した。山国兵部らは「降伏」では体面を損なうとして反対したが、総攻撃当日の12月17日（1865年1月14日）、払暁とともに動き出した鯖江・府中の兵が後方から殺到すると、ついに加賀藩に投降して武装解除し、一連の争乱は鎮圧された。
永原は投降した天狗党員を諸寺院に収容し、かなりの厚遇をもって処した。しかし、田沼意尊率いる幕府軍が敦賀に到着すると状況は一変する。関東において天狗党がもたらした惨禍を目の当たりにしていた意尊らはこの光景に激怒し、加賀藩から引渡しを受けるとただちに天狗党員を鰊倉（鰊粕の貯蔵施設）の中に放り込んで厳重に監禁し、小四郎ら一部の幹部達を除く者共には手枷足枷をはめ、衣服は下帯一本に限り、一日あたり握飯一つと湯水一杯のみを与えることとした。腐敗した魚と用便用の桶が発する異臭が籠る狭い鰊倉の中に大人数が押し込められたために衛生状態は最悪であり、また折からの厳寒も相まって病に倒れる者が続出し20名以上が死亡した。
この時捕らえられた天狗党員828名のうち、352名が処刑された。1865年3月1日（元治2年2月4日）、武田耕雲斎ら幹部24名が来迎寺境内において斬首されたのを最初に、12日に135名、13日に102名、16日に75名、20日に16名と、3月20日（旧暦2月23日）までに斬首を終え、他は遠島・追放などの処分を科された。

## 乱後
天狗党降伏の情報が水戸に伝わると、水戸藩では市川三左衛門ら諸生党が中心となって女児・幼児を含む天狗党の家族らをことごとく処刑した。那珂湊反射炉の関係者は、直接戦闘に参加したわけではないが、尊王攘夷派であるという理由で、自刃や獄死に追い込まれる者が多かった。
一方、遠島に処せられることになった武田金次郎（耕雲斎の孫）以下110名の身柄は敦賀を領していた小浜藩に預けられていたが、家茂が死去して慶喜が将軍位に就くと、配流は中止されて謹慎処分へと変更されることになった。小浜藩主酒井忠氏は、先代の忠義が南紀派の中心人物の一人として安政の大獄を主導したことを怨む慶喜が小浜藩に復讐するのではないかと警戒し、金次郎らを若狭国三方郡佐柿（福井県美浜町）の屋敷に移して厚遇した。
慶応2年12月（1867年1月）、天狗党の残党・中村勇吉、相楽総三、里見某ら複数名が乾退助（のちの板垣退助）を頼って江戸に潜伏。当時、江戸築地土佐藩邸の惣預役（総責任者）であった乾退助は、参勤交代で藩主が土佐へ帰ったばかりで藩邸に人が少ないのを好機として、独断で彼等を藩邸内に匿う。

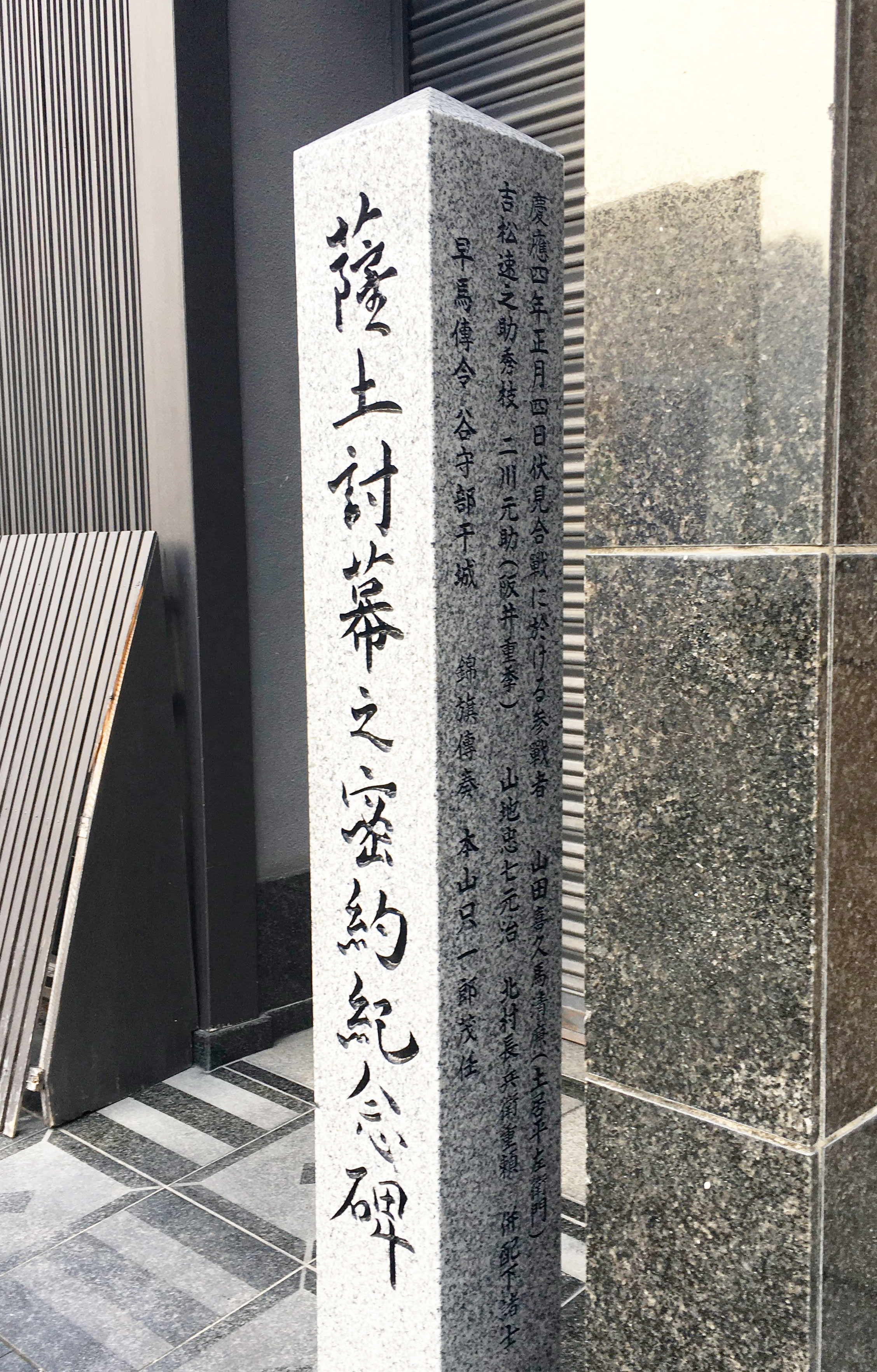
「薩土討幕之密約紀念碑」
密約が締結される前段階として京都東山「近安楼」で会見がもたれたことを記念する石碑
京都市東山区（祇園）

慶応3年5月21日（太陽暦6月23日）、中岡慎太郎の仲介によって、土佐藩・乾退助と薩摩藩・西郷隆盛の間で締結された薩土討幕の密約では、この浪士らの身柄を土佐藩邸から薩摩藩邸へ移管することも盛り込まれた。翌5月22日（太陽暦6月24日）に、乾は薩摩藩と締結した密約を山内容堂に稟申し、同時に勤王派水戸浪士を江戸藩邸に隠匿している事を告白。土佐藩の起居を促すと、容堂はその勢いに圧される形でこの軍事密約を承認し、退助に軍制改革を命じた。土佐藩は乾を筆頭として軍制改革・近代式練兵を行うことを決定。薩摩藩側も5月25日（太陽暦6月27日）、薩摩藩邸で重臣会議を開き、藩論を武力討幕に統一することが確認された。慶応3年9月9日（1867年10月6日）、土佐藩お抱えの刀鍛冶・左行秀（豊永久左衛門）は、乾退助が江戸築地の土佐藩邸（中屋敷）に天狗党残党（筑波浪士）を隠匿し、薩摩藩が京都で挙兵した場合、退助らの一党が東国で挙兵する計画を立てていると、土佐藩重役・寺村左膳に対し密告を行った。行秀は乾退助が水戸浪士・中村勇吉に宛た書簡の写しを証拠として所有しており、退助の失脚を狙って左膳に密告したものである。「この事が容堂公の耳に入れば、退助の命はとても助からないであろう」と言う話を漏れ聞いた清岡公張（半四郎）は、土佐勤王党の一員であった島村寿太郎（武市瑞山の妻・富子の弟で、瑞山の義弟）に乾退助を脱藩させることを提案。島村が退助に面会して脱藩を勧めた。しかし、退助は容堂の御側御用役・西野友保（彦四郎）に対し、水戸浪士を藩邸に隠匿していることは、既に5月22日（薩土討幕の密約締結を報告の際）に自ら容堂公へ申し上げている事であるため、既に覚悟は出来ており御沙汰を俟つのみであると返答している。果たしてこれに対して容堂は「退助は暴激の擧（きょ）多けれど、毫（すこし）も邪心なく私事の爲に動かず、群下（みな）が假令（たとへ）之（これ）を争ふも余（容堂）は彼（退助）を殺すに忍びず」と答えたため事なきを得る。慶応3年10月、この浪士たちが、土佐藩から薩摩藩へ移管されると、西郷の意を受けて庄内藩などを挑発し戊辰戦争の前哨戦となる江戸薩摩藩邸の焼討事件へ発展した。
慶応4年1月3日（1868年1月27日）、鳥羽・伏見の戦いを緒戦として戊辰戦争が勃発すると、金次郎ら天狗党の残党は、長州藩の支援を受けて京に潜伏していた本圀寺党と合流し、朝廷から諸生党追討を命じる勅諚を取り付けた。天狗党と本圀寺党（両者を併せて「さいみ党」と称した）は水戸藩庁を掌握して報復を開始し、今度は諸生党の家族らがことごとく処刑された。また同年2月には、改易されていた常陸宍戸藩の復旧が朝廷より認められ、切腹していた松平頼徳の父の松平頼位が宍戸藩主に再任した。
水戸を脱出した諸生党は北越戦争・会津戦争等に参加したが、これら一連の戦役が新政府軍の勝利に終わると、9月29日には水戸城下に攻め寄せたが失敗に終わった（弘道館戦争）。彼らは更に下総へと逃れて抗戦を続けたが、10月6日の松山戦争で壊滅した。こうして市川ら諸生党の残党も捕えられて処刑されたが、金次郎らはなおも諸生党の係累に対して弾圧を加え続け、水戸における凄惨な報復・私刑はしばらく止むことが無かった。
山川菊栄は、金次郎について「無知で幼稚な彼を支配するものは、空虚な名門の思い上がりと、朝廷からの、まるで復讐をあおるような甚だふさわしからぬお言葉だけであった。五カ条の御誓文などよめもせず、読んできかされてもわかりはしなかったろうともいわれた。彼のひきいるならず者部隊のなかには、バクチですった恨みをはらすため、または酒の上のケンカから、相手に「天誅」を加えたのもあるという」と記している。
水戸学を背景に尊王攘夷運動を当初こそ主導した水戸藩であったが、藩内抗争により人材のことごとくを失ったため、藩出身者が創立当初の新政府で重要な地位を占めることはなかった。

## 行程
元治元年11月1日大子発 －2日 川原 －3日 越堀 －4日 高久 －5日 矢板 －6日 小林 －7日 鹿沼 －8日 大柿 －9日 葛生 －10日 梁田 －11、12日 太田 －13日 本庄 －14日 吉井 －15日 下仁田 －16日 本宿 －17日 平賀 －18日 望月 －19日 和田 －20日 下諏訪 －21日 松島 －22日 上穂 －23日 片桐 －24日 駒場 －25日 清内路 －26日 馬籠 －27日 大井 －28日 御嵩 －29日 鵜沼 －30日 天王 －12月1日 揖斐 －2日 金原・日当 －3日 長嶺 －4日 大川原 －5日 秋生 －6日 中島 －7日 宝慶寺 －8日 薮田 －9、10日 今庄 －11日 新保

## 処刑対象
名前、処刑日（旧暦）、辞世の句の順に記載。

### 斬首の後、水戸にて梟首
首級は塩漬けにされた後、水戸へ送られ、3月25日（新暦4月20日）から3日間、水戸城下を引き回された。更に那珂湊にて晒され、野捨とされた。
| 武田耕雲斎   | 2月4日 （新暦3月1日）   | かたしきて寝ぬる鎧の袖の上におもひぞつもる越のしら雪   |
| 武田耕雲斎   | 2月4日 （新暦3月1日）   | 雨あられ矢玉のなかはいとはねど進みかねたる駒が嶺の雪   |
| 田丸稲之衛門 | 2月4日 （新暦3月1日）   |                                                        |
| 山国兵部     | 2月4日 （新暦3月1日）   | ゆく先は冥土の鬼と一と勝負                             |
| 藤田小四郎   | 2月23日 （新暦3月20日） | かねてよりおもひそめにし真心をけふ大君につげてうれしき |
| 藤田小四郎   | 2月23日 （新暦3月20日） | さく梅は風にはかなくちるとてもにほひは君が袖にうつして |

### 斬首
- 武田正勝（彦衛門）
- 武田正義（魁介）
- 根本義信（新平）
- 川上清太郎
- 秋山又三郎
- 高橋市兵衛
- 小野藤五郎
- 芹澤助次郎
- 瀧口六三郎
- 岩間久次郎
- 玉造清之允
- 安藤彦之進
- 桑屋元三郎
- 金澤要人
- 二方舎人

- 大島官壽
- 本田佐久之介
- 澤田信之介
- 片岡源次
- 楠帯次郎
- 高瀬秀之介
- 津久井衛門七
- 白須権次郎
- 堀江一壽
- 小泉虎次郎
- 小泉芳之介
- 津村雄二郎
- 栗田源左衛門
- 平野重三郎
- 荘司与次郎

- 寺門左太吉
- 鈴木秀太郎
- 関雄之介
- 黒澤新次郎
- 相田健之介
- 松崎熊之介
- 安藤正之介
- 飯村慎三郎
- 安島鉄次郎
- 篠原造酒
- 北川元三郎
- 藤田秀五郎
- 小田部重平
- 高橋辰三郎
- 森荘三郎

- 阿久津蔵之介
- 小林蘆左衛門
- 大高要介
- 小林貞七郎
- 加藤木総吉
- 加藤木勇之介
- 川澄善兵衛
- 堤三之助
- 谷島福次郎
- 中崎貞介
- 中庭直三郎
- 川津丑之介
- 梶山敬介
- 青木源之允
- 青木源吉

- 安掛藤十
- 安清四郎
- 小沼義太郎
- 登戸佐兵衛
- 幡谷善七
- 小貫藤介
- 皆川亀松
- 小澤弥一郎
- 森山勝蔵
- 浅野善十郎
- 前島竹次郎
- 加藤卯之介
- 栗又鉄之介
- 内藤利兵衛
- 卯月七之介

- 飯島喜介
- 山澤啓介
- 長峰寅松
- 藤田理兵衛
- 坂本勝次
- 鈴木荘三郎
- 岡野亀太郎
- 小松崎荘之介
- 小沼栄介
- 田村長衛門
- 山田才介
- 金澤啓蔵
- 坂本啓介
- 樽井総吉
- 滝平主殿（瀧平主殿）

## 逸話・伝承
- 田中愿蔵は、塙の代官所から処刑場である久慈川の河原まで連行される道すがら、馬上で下記の歌を繰り返し高唱したという。

みちのくの山路に骨は朽ちぬとも猶も護らむ九重の里
- 諸生党によって斬首された田丸稲之衛門の次女・八重は、まだ17歳の若さながら下記の句を残した。

引きつれて死出の旅路も花ざかり
- 天狗党に参加した常陸久慈の僧侶・不動院全海は、その剛力から「今弁慶」と呼ばれていたが、和田峠の戦いで討死した[31]。この時、高島藩士・北沢与三郎（東山一作とも）はその力にあやかろうと全海の死体から肉を切り取り、持ち帰って味噌漬けにして炙って食べた[31]。それを聞いた同じ高島藩士の飯田守人は、「人肉を食らうとは以ての外」として北沢と絶交したという[31]。のちに二人は和解して、赤報隊の援助をしている。
- 渋沢栄一は、藤田小四郎を筆頭として天狗党員には知己が数多くいた。その中の一人、信州飯田郷士の薄井龍之は藤田から命を受けて、京都で一橋慶喜の家臣を勤めていた渋沢にひそかに面会に行ったが、天狗党との関係が露見することを怖れた渋沢に追い払われた[32]。
- 敦賀の古老が身近な人々に語った（戦時中頃か）ことによれば、天狗党の処刑は公開で行われたので見物に行ったが、引き出された党員は逃亡を阻止するためか両足を竹に括られていたという。
- 天狗党の処刑の際には、彦根藩士が志願して首斬り役を務め、桜田門外の変で殺された主君・直弼の無念を晴らした。またこの時、福井藩士にも首斬り役が割り当てられたが、後々の報復を恐れた春嶽が命令して役目を辞退させた。
- 永原甚七郎は明治5年（1872年）に、自らの菩提寺である金沢の棟岳寺に天狗党の供養碑を建立した。これは今日「水府義勇塚」と称されている。なお、天狗党処刑の報に接した永原が、自分の説得がなければ天狗党を無残に殺させずに済んだと激しい自責の念に駆られ、精神を病んで死んだという話が後に創作されたが、実際の永原は明治2年（1869年）から学政寮・軍政寮の副知事を務めるなど、引き続き金沢藩の重臣として政務に奔走し、明治6年（1873年）に61歳で死去している。
- 水戸など茨城県の一部地域では、身内で争うことを「天狗」と呼ぶことがある。
- 慶応3年（1867年）に起きた出流山事件では、挙兵した浪士たちが天狗党を連想させたため、当時の周辺住民により「出流天狗」と呼ばれた。
- 天狗党の処刑地である敦賀市は、昭和40年（1965年）に水戸市と姉妹都市となっている。悲惨な待遇や処刑は幕府軍が行ったもので、地元の小浜藩は当時から同情的であったとされている。

## 慰霊碑等

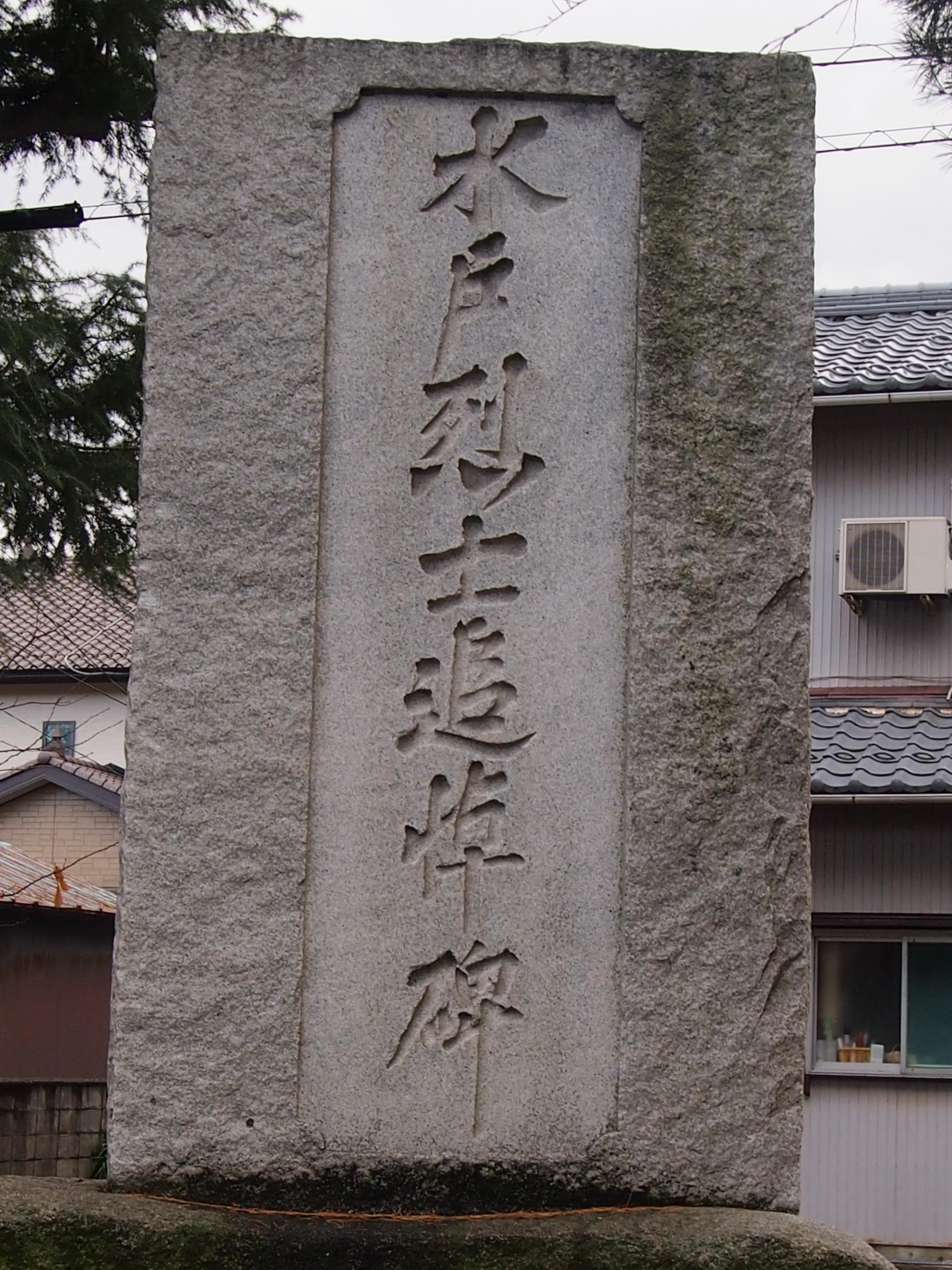
水戸烈士追悼碑

- 福井県敦賀市松島町には、天狗党員353名が処刑後に埋葬された塚があり、「武田耕雲斎等墓」として国の史跡に指定されている。塚の近くには「水戸烈士追悼碑」や耕雲斎の像が建てられている。また、明治7年（1874年）には、刑死者353名に加え、戦死・戦病死者も合わせた411名の天狗党員を祀った松原神社が、市道を挟んで、塚の西側に建立され、毎年10月10日には例祭が行われている。さらに、昭和29年（1954年）には、天狗党員が監禁された鰊蔵が境内に移築され、水戸烈士記念館となっている。
- 群馬県甘楽郡下仁田町には、下仁田町歴史館に「元治元年水戸天狗党下仁田戦争懐古碑」及び、天狗党の変145年記念として植樹された「烈公梅」があり、山際稲荷神社（山際公園）に小松宮彰仁親王揮毫による「義烈千秋の碑」、及び「維新之礎碑」が、本誓寺等に天狗党員、高崎藩士の墓がある。町内下小坂には勝海舟揮毫による「高崎藩士戦死之碑」が建てられており、高崎藩本陣が置かれた里見家の蔵には下仁田戦争時の弾痕が残っている。
- 長野県諏訪郡下諏訪町の和田峠古戦場付近には天狗党戦死者を供養する「浪人塚」がある。
- 岐阜県中津川市には、和田峠の戦いにおいて銃撃により負傷し、敵に首を奪わまいとして切腹した横田元綱の首塚がある。
- 埼玉県深谷市血洗島の薬師堂には、同所に葬られた天狗党員2名を供養する渋沢栄一書による「水藩烈士弔魂碑」がある。

### 茨城県
- 昭和44年（1969年）、水戸市松本町に天狗党員を祀った回天神社が建立された。昭和32年（1957年）に敦賀市から水戸市常磐町の常磐神社に移築された鰊蔵が、平成元年（1989年）に回天神社境内に再移築され「回天館」として天狗党資料の展示が行われており、扉や板壁などには天狗党員の絶筆が残されている。
- 天狗党員の家族らが処刑された水戸赤沼牢跡には慰霊碑が建てられている。
- ひたちなか市には那珂湊の戦いに関しての石碑等が多く存在し、鶴代地区には、部田野原での戦闘の戦死者を葬った「首塚」及びこれを供養した「忠勇戦士の墓」と「天狗党員墓」があり、三反田地区の百色山見本林には「天狗党百色山戦場供養碑」がある。中根堂山墓地には幕府側で戦った福島藩士を葬った「元治甲子乱戦死墓」があり、田彦地区には田彦宿の戦闘で戦死した宇都宮藩士9人を葬った「宇都宮藩士九人之墓」および役夫2人の「宇都宮藩役夫両人之墓」がある。また、天狗党本陣があった聴法寺には「筑波勢本陣跡」の碑が、和尚塚古墳には、部田野原での戦闘における天狗党の陣跡として「天狗勢稲荷山陣地跡」の石碑が建てられている。
- 鹿嶋市には天狗党の一隊大平組に所属し処刑された23人の「天狗党の墓」がある。
- 笠間市池野辺には天狗党員の「首塚（天狗塚）」や「胴塚」がある。同市大田町の養福寺には天狗党殉難碑がある。
- 行方市には麻生藩に処刑された天狗党員を供養する「天狗塚」、大宮神社境内には天狗党の忠魂碑がある。
- つくば市の筑波山神社には天狗党の顕彰碑及び藤田小四郎の像がある。また、栗原地区には土浦藩によって当地で討伐された19人を供養した天狗塚がある。[注 11]

### 栃木県
- 那須郡那須町には八溝山で破れ、処刑された天狗党「浮浪徒十四人墓」がある。
- 栃木市の太平山には天狗党の記念碑がある。
- 宇都宮市の英巌寺児童公園には、宇都宮藩と天狗党の乱との関わりを記した「水戸之役戦功之碑」がある[33]。

### 福島県
- 東白川郡棚倉町には八溝山で破れて棚倉藩に処刑された天狗党員を供養するため、藩主松平康英が建立した「三界万霊塔」がある。
- 東白川郡塙町の「道の駅はなわ」敷地内には「田中愿蔵刑場跡」の碑があり、茨城県つくば市の普門寺には田中愿蔵らを鎮魂する「田中忠蔵隊陣営の跡」の石碑がある。茨城県常陸太田市東連地には「田中愿蔵生誕の地」の石碑がある。

### 岐阜県
- 中津川市には、信州諏訪湖近くの和田峠の戦いにおいて高島藩・松本藩兵と交戦した時に敵弾を受けて重傷を負って切腹した横田元綱の首を埋葬した墓がある。
- 中津川市落合には、乱暴狼藉を重ねたため仲間の天狗党員らによって惨殺された熊谷三郎の墓がある。

## 関連作品

### 小説
- 島崎藤村 『夜明け前』（新潮文庫、岩波文庫ほか）
- 大佛次郎 『天皇の世紀』（朝日新聞社、文春文庫）
- 光武敏郎『天狗党が往く』（秋田書店）
- 山田風太郎『魔群の通過 天狗党叙事詩』（文春文庫）

山田は天狗党の上洛行と毛沢東の長征とを比較し、天狗党に武士階級以外の階層を含む水戸藩領以外から多数の参加者がいたことや、行軍中に政治的な宣伝を行っていることなどを類似点として挙げており、加えて乱の初期から過酷な行軍の間にかけて意識や思想に何かしらの変容があった可能性を指摘している。
- 徳永真一郎「惨風悲雨」（光文社文庫『幕末列藩流血録』収録）
- 横山光輝「飛猿斬り」（講談社文庫『火盗斬風録』収録）
- 吉村昭『天狗争乱』（新潮文庫、朝日文庫）

1994年度の大佛次郎賞受賞作。
- 杉田幸三『天狗党血風録』（毎日新聞社）
- 伊東潤『義烈千秋　天狗党西へ』（新潮文庫）
- 大石忠良『武田金次郎』近代文芸社、2001年。
- 穂積忠『忠が不忠になるぞ悲しき: 水戸藩諸生党始末』（日新報道、2011年）
- 朝井まかて『恋歌』（講談社、2013年）のち文庫
- 広田文世『天狗壊滅』（筑波書林、2017年）
- 鯉渕義文『烈士たちの挽歌-水戸藩党争始末-』（林試の森書房、2018年）
- 戸田義長『虹の涯』（東京創元社、2022年）

### 映画
- 山本薩夫監督『天狗党』（大映京都、1969年11月15日公開）

三好十郎の戯曲「斬られの仙太」を原作に高岩肇 、稲垣俊が脚色。仲代達矢、加藤剛、若尾文子、十朱幸代らが出演した映画。

### TVドラマ
- 『天皇の世紀』 第一部 13話 「壊滅」（朝日放送、1971年）
- 『徳川慶喜』（NHK大河ドラマ、1998年）
- 『青天を衝け』（NHK大河ドラマ、2021年）

### 楽曲
- 北島三郎 『あゝ水戸浪士』 （1966年   詞：星野哲郎/作編曲：山崎正清）